# Kaltwassersatz
Ein Kaltwassersatz oder Wasserkühlsatz, auch Chiller, water-chiller oder process-cooler, genannt, ist ein  Gerät, das  über einen Kühlkreis eine Flüssigkeit (meistens Wasser) auf bis zu 6–7 °C herunterkühlt und damit zum Beispiel große Lagerhallen kühlt. Das Wasser kann zudem mit Zusätzen angereichert sein, die den Gefrierpunkt noch weiter absenken.

## Funktion und Aufbau
Der Kaltwassersatz besteht aus einer Kältemaschine mit einem durch einen Ventilator gekühlten Verflüssiger und einem im Kühlwasserkreislauf befindlichen Verdampfer. Der Kühlwasserkreislauf ist  oft im Gegenstrom zum Verdampfer und durch einen Wärmetauscher hydraulisch vom Kältekreislauf getrennt. Der Kühlwasserkreislauf besitzt eine Umwälzpumpe. Beispielsweise wird Wärme von einem niedrigeren Temperaturniveau (Wasserrücklauftemperatur) zu einem höheren Temperaturniveau (Umgebungsluft) transportiert. Die Steuerung erfolgt mit einem Regler, der die Temperatur des Wasserkreislaufes thermostatiert. Die Kältemaschine wird zum Regeln aus- und eingeschaltet. Es gibt auch Kaltwassersätze mit Latenzwärmespeicher, z. B. Eis.

## Anwendung
Der Vorteil von Kaltwassersätzen besteht darin, vor Ort einen Kühlwasseranschluss bereitstellen zu können, ohne dass ein zentraler Kühlwasserkreislauf vorhanden ist oder Leitungswasser benutzt werden muss.
Eingesetzt werden Kaltwassersätze für wassergekühlte Maschinen und Geräte. Dabei sind enge Regeltoleranzen möglich, oft aber nicht erforderlich. Anwendungen sind auch in der Medizintechnik (Magnetresonanz- und Computertomographen). In der Industrie entstehen Wärmelasten zum Beispiel an Werkzeugmaschinen der Fertigungstechnik.